# Strada statale 92 dell'Appennino meridionale
La strada statale 92 dell'Appennino Meridionale è una strada statale italiana in provincia di Potenza che collega il capoluogo con il comune di Senise.
Il tracciato originale si estendeva fino a Terranova di Pollino, attraversando Noepoli. Di questo tratto rimane in gestione ANAS appena 1 km all'innesto con la SS 481 a sud di Noepoli, il resto è stato declassato a strada provinciale.
La strada presentava anche un tratto calabrese in provincia di Cosenza, ormai riclassificato anch'esso, che collegava la strada statale 106 Jonica presso Villapiana Scalo con il paese di San Lorenzo Bellizzi alle falde del massiccio del Pollino, intersecando nel percorso l'ex SS 105.  
Il prolungamento della SS92 nella tratta che separa le due località è rimasto sempre sulla carta, anche se esiste comunque una strada (piuttosto impervia) che li collega direttamente.